# Meister des Saarwerden-Grabmals

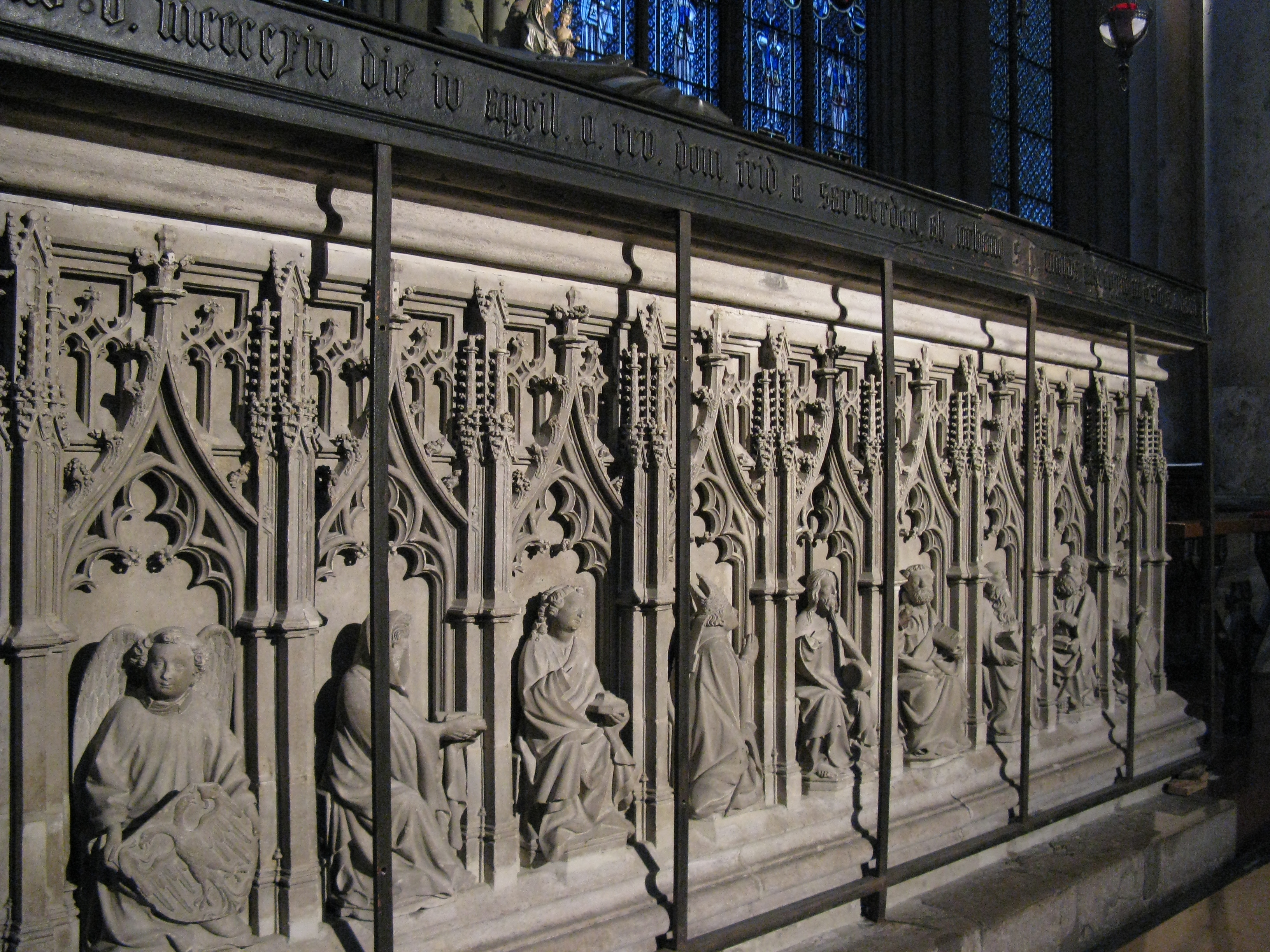
Meister des Saarwerden-Grabmals: Grabmal Friedrich III. von Saarwerden, Köln, um 1440

Als Meister des Saarwerden-Grabmals wird ein spätgotischer Bildhauer in Köln bezeichnet. Der namentlich nicht bekannte Künstler erhielt seinen Notnamen nach dem von ihm geschaffenen Grabmal des 1414 verstorbenen Friedrich III. von Saarwerden, Erzbischof und Kurfürst von Köln.
Das  Hochgrab steht im Marienchor des Kölner Doms. Die durch den Meister des Saarwerden-Grabmals aus Sandstein gehauenen Figuren des Unterbaus werden zu den bedeutendsten Beispielen Kölner Steinplastik der Zeit um 1400 gezählt. Das Grab ist mit einer Bronzeplatte bedeckt, die die Figur des Bischofs darstellt. Diese Liegefigur stammt wohl nicht vom Meister selbst, sondern aus einer anderen Werkstatt.
Die Gesamtkomposition des Grabes ist ein bedeutendes Beispiel spätgotischer Grabplastik der Region. Der Unterbau zeigt die Verkündigung an Maria und Christus als Weltenherrscher sowie Engel, Apostel und Heilige. Unterhalb der Darstellung des Christus ist auch Friedrich von Saarwerden selbst dargestellt. Gesichter der Figuren und Faltenwurf ihrer Kleidung sind im Weichen Stil der Zeit geschaffen.